# Río Tablatelio
El río Tablatelio es un curso de agua del interior de la península ibérica, afluente del Boeza. Discurre por la provincia de León.

## Curso
El río, que discurre por la provincia española de León, nace en las inmediaciones de Labor de Rey. Tras bañar localidades como Riego de Ambrós, Castrillo del Monte, Paradasolana y Onamio, acaba desaguando en el Boeza. Aparece descrito en el decimocuarto volumen del Diccionario geográfico-estadístico-histórico de España y sus posesiones de Ultramar de Pascual Madoz con las siguientes palabras:

TABLATELIO: r. en la prov. de Leon, part. jud. de Ponferrada: nace en las alturas inmediatas á la Tejeda y Labor del Rey; corre por los térm. de Riego de Ambrox, Castrillo del Monte, Paradasolana y Onamio, mas abajo del cual se incopora con el Boeza: durante su curso fertiliza algunas tierras, é impulsa varios artefactos, aunque en corto número; cria alguna pesca.
(Madoz, 1849, p. 545)